# Andrei Girotto
Andrei Girotto (Bento Gonçalves, 17 de fevereiro de 1992) é um futebolista brasileiro que atua como zagueiro ou volante. Atualmente joga no Al-Taawoun, da Arábia Saudita.

## Carreira
Gaúcho de Bento Gonçalves, Andrei Girotto foi revelado nas categorias de base do Metropolitano. Foi emprestado em 2011 para o Hercílio Luz.
Com um gol marcado e quatro indicações para seleção da rodada, ele foi um dos destaques do time de Blumenau no Campeonato Catarinense de 2013 que ficou de fora das semifinais mas conseguiu uma vaga na Série D. Agenciado por Eduardo Uram, acertou sua transferência para o Tombense, clube em que o empresário é dono.

### América Mineiro
No dia 26 de abril de 2013, o América Mineiro acertou com Andrei Girotto por empréstimo até 31 de dezembro de 2014.
Ao longo da temporada, o volante teve boas atuações pelo clube mineiro, gerando assim interesse de grandes clubes brasileiros.

### Palmeiras
Após ter grande destaque na Série B de 2014 pelo América-MG, Andrei foi anunciado no dia 19 de dezembro pelo Palmeiras, assinando por empréstimo de um ano.
Marcou seu primeiro gol pelo clube no dia 23 de agosto de 2015, numa derrota por 2 a 1 contra o Atlético Mineiro, fora de casa, válida pelo Campeonato Brasileiro.
Em dezembro, sagrou-se campeão da Copa do Brasil pela equipe na decisão contra o Santos que representou a primeira finalíssima da história disputada no Allianz Parque.

### Kyoto Sanga
Após uma temporada não tão bem sucedida pelo Palmeiras, o jogador foi vendido ao futebol japonês, onde atuou pelo Kyoto Sanga.
No Japão, o jogador atuou pela Segunda Divisão Nacional e pôde levar o seu time a disputar os play-offs de acesso, sendo uma figura utilizada com muita frequência. Contudo, o time não conseguiu ir a primeira divisão, pois não conquistou a vitória nas semifinais diante o Cerezo Osaka e estagnaram na Divisão Inferior Japonesa.

### Chapecoense
Após retornar do futebol japonês, em 9 de janeiro de 2017 acertou com a Chapecoense para a temporada de 2017.
Na equipe, venceu o Campeonato Catarinense de Futebol de 2017.
O jogador teve a oportunidade de jogar a Recopa Sul-Americana de 2017, após a Chapecoense ter vencido a Copa Sul-Americana de 2016, depois do trágico acidente aéreo ocorrido com o time brasileiro. Todavia, perdeu a competição após saírem derrotados no jogo de volta diante o Atlético Nacional.
No decorrer do ano, Andrei chegou ter alguns bons momentos na Chape. Ele marcou um gol pela Libertadores no dia 23 de maio, na vitória por 2 a 1 contra o Zulia, de virada. O volante ainda balançou as redes no Campeonato Brasileiro, mas deixou o time no meio do ano para rumar à Europa.

### Nantes

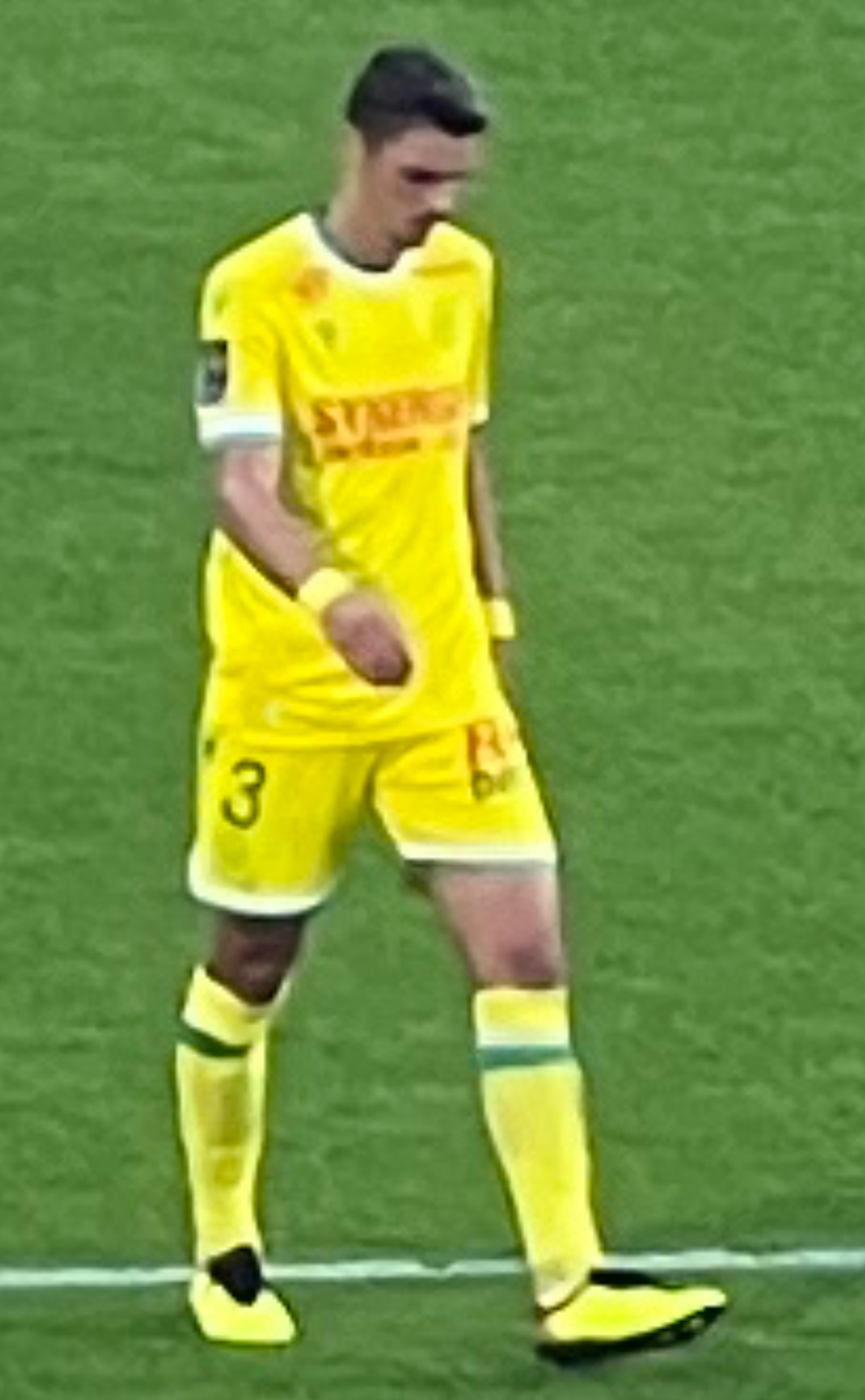
Andrei Girotto pelo Nantes em 2022

No dia 12 de agosto de 2017, foi anunciado como reforço do Nantes até junho de 2021.
Na França, o jogador teve desempenho muito regulares em campanhas medianas do Nantes. Sua melhor atuação na Ligue 1 foi na estreia. O clube, que no máximo conseguiu alcançar a 9ª colocação, passou a brigar ativamente contra o rebaixamento. Foi na Europa que Girotto conseguiu desenvolver a sua função de zagueiro, já que outrora era volante, e também recebeu a oportunidade de receber a braçadeira de capitão da equipe em algumas oportunidades.
Apesar de estar muito mediano na Ligue 1, o Nantes foi um clube que brigou ativamente em várias temporadas pelo título da Copa da França de Futebol. Nas últimas três temporadas de Andrei no clube, a equipe conseguiu chegar, ao menos, na semifinal em todas as oportunidades que teve. Nas suas duas últimas épocas, o time chegou a duas finais e venceu uma.
Andrei nunca conseguiu ir longe da Copa da Liga Francesa. Ele também recebeu a chance de disputar a Supercopa da França de 2022, mas não conseguiu superar o Paris Saint-Germain de Lionel Messi, Neymar e Sergio Ramos, que marcaram na goleada por 4 a 0.
Girotto deixou o Nantes em 2023, após seis temporadas. No total pelo clube francês foram 205 jogos, com 12 gols e quatro assistências.

### Al-Taawoun
Em 6 de agosto de 2023, o Al-Taawoun anunciou a contratação de Andrei Girotto. O volante assinou um vínculo de dois anos com o clube saudita.
Em sua estreia no Campeonato Saudita, Andrei marcou um gol no empate na primeira rodada diante do Al-Fateh. No decorrer do campeonato, o Al-Taawoun estava conseguindo resultados surpreendentes e brigaram ativamente pelo título da Liga que possuía muitos craques mundiais em outros times, como Roberto Firmino no Al-Ahli, Neymar no Al-Hilal, Karim Benzema no Al-Ittihad e Cristiano Ronaldo no Al-Nassr.
Ao longo da temporada, o time de Andrei foi perdendo algumas posições e saiu da briga pelo título nacional. O zagueiro voltou a balançar as redes somente na 25ª rodada do Campeonato Saudita, mas se lesionou na reta final da competição e perdeu o restante da temporada. Assim, o Al-Taawoun terminou com a 4ª colocação na Liga.

## Títulos
Palmeiras
- Copa do Brasil: 2015

Chapecoense
- Campeonato Catarinense: 2017

Nantes
- Copa da França: 2017–18